# Rhamphobrachium hartmanae
Rhamphobrachium hartmanae är en ringmaskart som beskrevs av Friedrich 1956. Rhamphobrachium hartmanae ingår i släktet Rhamphobrachium och familjen Onuphidae. Inga underarter finns listade i Catalogue of Life.